# لان پرو

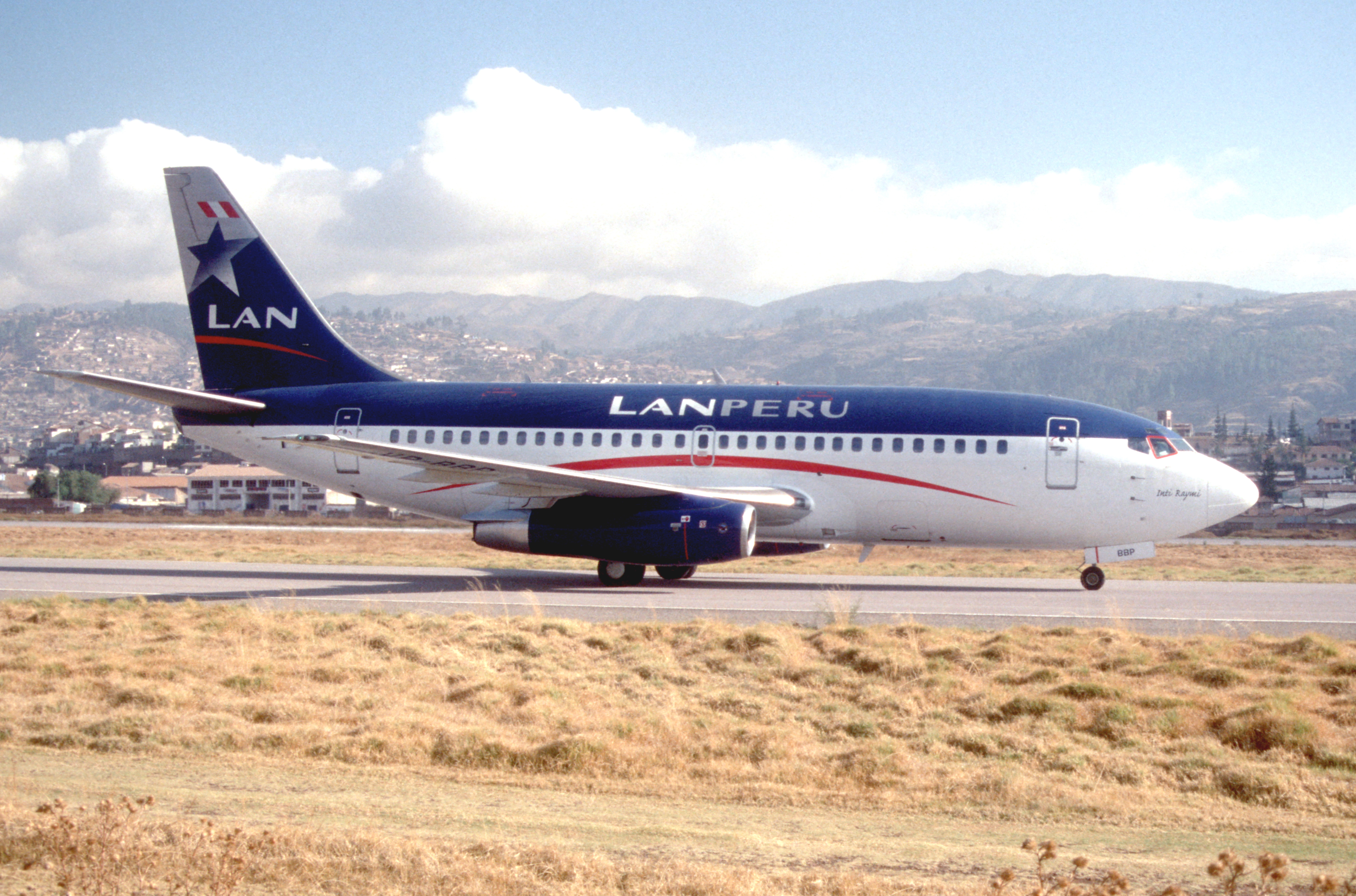
هواپیمای بوئینگ ۷۳۷ متعلق به لان پرو

لان پرو (به اسپانیایی: LAN Perú) شرکت هواپیمایی پرویی است، که در سال ۱۹۹۸ توسط بوریس هیرماس رابیو، لورنزو سوسا دباربیری و خاویر رودریگوئز لاریان سالیناس تأسیس شد و در حال حاضر به‌عنوان زیرمجموعه‌ای از خطوط هوایی لان ایرلاینز، روزانه به ۳۲ مقصد، در آمریکای شمالی، اروپا و آمریکای جنوبی پروازهای مستقیم دارد.
دفتر مرکزی شرکت لان پرو در شهر لیما، پرو قرار دارد، فرودگاه بین‌المللی خورخه چاوز، فرودگاه بین‌المللی الیاندرو ولاسکو استیت، فرودگاه بین‌المللی نیو کیتو و فرودگاه بین‌المللی رودریگز بیون، قطب‌های این شرکت هواپیمایی به‌شمار می‌آیند. شرکت لان پرو در حال حاضر در ناوگان هوایی خود، دارای ۲۹ فروند هواپیمای جت مسافربری می‌باشد.